# Sanfter selektiver Sweep
|  | Dieser Artikel wurde aufgrund von formalen oder inhaltlichen Mängeln in der Qualitätssicherung Biologie im Abschnitt „Genetik und Biochemie“ zur Verbesserung eingetragen. Dies geschieht, um die Qualität der Biologie-Artikel auf ein akzeptables Niveau zu bringen. Bitte hilf mit, diesen Artikel zu verbessern! Artikel, die nicht signifikant verbessert werden, können gegebenenfalls gelöscht werden. Lies dazu auch die näheren Informationen in den Mindestanforderungen an Biologie-Artikel. Begründung: WP:Textwüste -- Olaf Studt (Diskussion) 22:44, 3. Jan. 2024 (CET) |

Wenn sich mehrere Kopien einer vorteilhaften Mutation etablieren und gemeinsam fixieren, spricht man in der Genetik von Soft Sweep. Je nach Ursprung dieser Kopien können dann verknüpfte Varianten erhalten bleiben und als Haplotyp-Strukturen in der Population auftauchen. Es gibt zwei Hauptformen von Soft Sweeps:
1. Eine vorteilhafte Mutation hat sich zuvor neutral in der Population verteilt und existierte daher zum Zeitpunkt der selektiven Verschiebung, bei der die Mutation vorteilhaft wurde, als mehrere Haplotypen. Auf diese Weise kann eine einzelne vorteilhafte Mutation mehrere Haplotypen mit einer Zwischenfrequenz tragen, während sie selbst fixiert wird.
2. Ein anderes Modell tritt auf, wenn mehrere vorteilhafte Mutationen unabhängig voneinander in kurzer Folge auftreten – folglich entsteht eine zweite Kopie durch Mutation vor der selektiven Fixierung der ersten Kopie.[3]

Soft Sweeps können sowohl durch ständige Variation als auch durch sich schnell wiederholende positive Mutationen entstehen.

## Übersicht

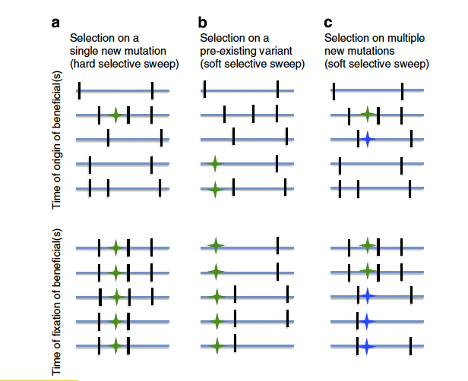
Überblick über zwei weiche, selektive Sweep-Modelle (Jensen, J., 2014).

Ein selektiver Sweep tritt auf, wenn aufgrund starker positiver natürlicher Selektion vorteilhafte Allele in einer Population schnell fixiert werden und zu einer Verringerung oder Beseitigung der Variation unter den Nukleotiden in der Nähe dieses Allels führen. Ein selektiver Sweep kann auftreten, wenn die Häufigkeit eines seltenen oder ehemals fehlenden Allels, das die Fitness des Trägers im Vergleich zu anderen Mitgliedern der Population verbessert, aufgrund der natürlichen Selektion schnell zunimmt. Wenn die Häufigkeit eines solchen vorteilhaften Allels zunimmt, werden auch genetische Varianten, die sich zufällig in der DNA-Nachbarschaft des vorteilhaften Allels befinden, häufiger; dieses Phänomen wird als genetisches Trampen bezeichnet.
Ein selektiver Sweep entsteht, wenn schnelle Veränderungen in der Häufigkeit eines vorteilhaften Allels, die durch positive Selektion angetrieben werden, die genealogische Geschichte von Proben aus der Region um den selektierten Locus verzerren. Es ist inzwischen anerkannt, dass nicht alle Sweeps die genetische Variation auf die gleiche Weise reduzieren, sondern dass selektive Sweeps in drei Hauptkategorien eingeteilt werden können: Erstens wird erwartet, dass der klassische selektive Sweep oder harte Sweep auftritt, wenn vorteilhafte Mutationen selten sind, aber wenn eine vorteilhafte Mutation, die aufgetreten ist, in ihrer Häufigkeit schnell zunimmt und die genetische Variation in der Population drastisch reduziert. Zweitens: Soft Sweep durch ständige genetische Variation (SGV) tritt auf, wenn zuvor neutrale Mutationen, die in einer Population vorhanden waren, aufgrund einer Umweltveränderung nützlich werden. Eine solche Mutation kann auf mehreren genomischen Hintergründen vorkommen, so dass sie, wenn sie rasch an Häufigkeit zunimmt, nicht die gesamte genetische Variation in der Population auslöscht.
Schließlich kommt es zu einem Soft Sweep mit mehreren Ursprüngen, wenn Mutationen häufig vorkommen, z. B. in einer großen Population, so dass dieselben oder ähnliche vorteilhafte Mutationen auf einem anderen genomischen Hintergrund auftreten, so dass kein einzelner genomischer Hintergrund die hohe Frequenz mitnehmen kann. Ob der selektive Sweep stattgefunden hat, kann auf verschiedene Weise untersucht werden. Eine Methode ist die Messung der Kopplungsungleichheit, d. h. ob ein bestimmter Haplotyp in der Population überrepräsentiert ist.
Bei neutraler Evolution führt die genetische Rekombination zu einer Umverteilung der verschiedenen Allele innerhalb der Haplotypen, und kein einzelner Haplotyp dominiert die Population. Während eines selektiven Sweeps führt die Selektion für eine positiv ausgewählte Genvariante jedoch auch zum Hitchhiking benachbarter Allele und zu weniger Möglichkeiten der Rekombination. Daher kann das Vorhandensein eines starken Kopplungsungleichgewichts darauf hinweisen, dass ein selektiver Sweep stattgefunden hat, und kann zur Identifizierung von Stellen verwendet werden, die kürzlich einer Selektion ausgesetzt waren. Bei Menschen und anderen Spezies wurden zahlreiche Untersuchungen auf selektive Sweeps durchgeführt, wobei eine Vielzahl von statistischen Ansätzen und Annahmen verwendet wurden.

## Unterschiede zwischen Soft- und Hard-Sweeps
Der Hauptunterschied zwischen weichen und harten selektiven Sweeps liegt in der erwarteten Anzahl verschiedener Haplotypen, die die vorteilhafte(n) Mutation(en) tragen, und daher in der erwarteten Anzahl von Haplotypen, die während des selektiven Sweeps eine beträchtliche Häufigkeit erreichen und zum Zeitpunkt der Fixierung in der Population bleiben. Dieser wesentliche Unterschied führt zu unterschiedlichen Erwartungen sowohl für das Häufigkeitsspektrum der Standorte als auch für das Kopplungsungleichgewicht und folglich für die auf diesen Formen basierenden häufigen Teststatistiken.
Wenn Hard Sweeps die evolutionäre Rettung erleichtern, dann ist nur ein einziger Vorfahre für die Ausbreitung der vorteilhaften Varianten verantwortlich, so dass die genetische Vielfalt als Folge der Anpassung und des demografischen Rückgangs aus der Population entfernt wird. Bei einem Soft Sweep hingegen, bei dem das vorteilhafte Allel unabhängig von mehreren Vorfahren entstanden ist, bleibt eine gewisse Vielfalt der Vorfahren erhalten, die vor der Umweltveränderung, die die Fitnessveränderungen ausgelöst hat, vorhanden war.

## Erkennung von Soft-Sweeps
Gibt es eine Möglichkeit, weiche und harte Sweeps zu trennen? Offensichtlich hinterlassen nur die jüngsten adaptiven Ereignisse überhaupt ein messbares Signal (hart oder weich). Signale aus dem Häufigkeitsspektrum (wie der Überschuss an seltenen Allelen, der von Tajima 1989 aufgegriffen wird) verblassen in der Regel auf Zeitskalen von ~ 0,1Ne Generationen, während Signale, die auf dem Kopplungsungleichgewicht oder der Haplotyp-Statistik beruhen, nur ~ 0,01Ne Generationen dauern. Um sie leicht zu finden, muss die Selektion stark sein (4NeSb≫100). Selbst dann kann es schwierig sein, „soft sweeps“ von Neutralität zu unterscheiden, wenn sie „super soft“ sind, d. h. wenn es zahlreiche unabhängige Ursprünge des vorteilhaften Allels gibt oder wenn seine Anfangshäufigkeit im SGV hoch ist.
Für eine aussagekräftige Interpretation der Selektion gegenüber der Neutralität benötigen wir eine Teststatistik mit zuverlässig hoher Aussagekraft für harte und weiche Sweeps. Basierend auf den oben beschriebenen Mustern und wie gezeigt, haben Tests, die auf dem Häufigkeitsspektrum der Standorte basieren (und nach niedrig- oder hochfrequenten abgeleiteten Allelen suchen), eine geringe Aussagekraft, um Soft Sweeps aufzudecken, während Haplotyp-Tests beide Arten von Sweeps erkennen können. Im Gegensatz zu Soft-Sweeps mit nur einem Ursprung (die immer einen schwächeren Fußabdruck hinterlassen) kann die Fähigkeit, Soft-Sweeps mit mehreren Ursprüngen zu erkennen, höher sein als die Fähigkeit, abgeschlossene Hard-Sweeps zu erkennen, da die Haplotyp-Struktur direkt an der ausgewählten Stelle deutlich ist.
Einige Studien und Tests, die auf einer Kombination von zusammenfassenden Statistiken basieren, wurden von Peter, Huerta-Sanchez & Nielsen (2012) und von Schrider & Kern (2016) entwickelt. Beide Tests sind zuverlässig in der Lage, Soft Sweeps für eine robuste Selektion und eine hohe Startfrequenz (5-20 %) des ausgewählten Allels zu finden. Darüber hinaus beruhen gut definierte praktische Fälle typischerweise auf anderen Indikationen, die mit dem Fußabdruck einhergehen: z. B. wird eine Quellpopulation mit dem ausgewählten Allel im SGV erkannt (z. B. marine und Süßwasser-Stichlinge), oder ein identifizierter und sehr junger Selektionsdruck lässt nicht genug Zeit, damit das Allel von einer einzigen Kopie auf die heute beobachtete Häufigkeit ansteigt (z. B. CCR5-Anpassung an HIV beim Menschen). Im Großen und Ganzen haben Soft Sweeps mit mehreren Ursprüngen bessere Chancen, entdeckt zu werden.

## Referenzen
1. ↑  Paulose J, Hermisson J, Hallatschek O (2019) Spatial soft sweeps: Patterns of adaptation in populations with long-range dispersal. PLoS Genet 15(2): e1007936. https://doi.org/10.1371/journal.pgen.1007936
2. ↑  Jensen, J. On the unfounded enthusiasm for soft selective sweeps. Nat Commun 5, 5281 (2014). https://doi.org/10.1038/ncomms6281.
3. 1 2  Rebecca B. Harris, Andrew Sackman, Jeffrey D. Jensen: On the unfounded enthusiasm for soft selective sweeps II: Examining recent evidence from humans, flies, and viruses. In: PLOS Genetics. 14. Jahrgang, Nr. 12, 28. Dezember 2018, S. e1007859, doi:10.1371/journal.pgen.1007859, PMID 30592709, PMC 6336318 (freier Volltext).
4. ↑  Benjamin A. Wilson, Pleuni S. Pennings and Dmitri A. Petrov Genetics April 1, 2017 vol. 205 no. 4 1573-1586; https://doi.org/10.1534/genetics.116.191478.
5. ↑  Schaffner, S. & Sabeti, P. (2008) Evolutionary adaptation in the human lineage. Nature Education 1(1):14
6. ↑  Colin M. Brand, Frances J. White, Nelson Ting, Timothy H. Webster bioRxiv 2020.12.14.422788; doi: https://doi.org/10.1101/2020.12.14.422788
7. ↑  Schaffner, S. & Sabeti, P. (2008) Evolutionary adaptation in the human lineage. Nature Education 1(1):14
8. ↑  Graur, Dan, 2016. Molecular and genome evolution, Molecular and Genome Evolution, Sinauer Associates, an imprint of Oxford University Press, ISBN 978-1-60535-469-9
9. ↑  Wilson, B.A., Pennings, P.S., Petrov, D.A., 2017. Soft Selective Sweeps in Evolutionary Rescue. Genetics 205, 1573–1586. https://doi.org/10.1534/genetics.116.191478
10. ↑  Jensen, J. On the unfounded enthusiasm for soft selective sweeps. Nat Commun 5, 5281 (2014). https://doi.org/10.1038/ncomms6281.
11. ↑  Wilson, B.A., Pennings, P.S., Petrov, D.A., 2017. Soft Selective Sweeps in Evolutionary Rescue. Genetics 205, 1573–1586. https://doi.org/10.1534/genetics.116.191478
12. ↑  Jensen, J. On the unfounded enthusiasm for soft selective sweeps. Nat Commun 5, 5281 (2014). https://doi.org/10.1038/ncomms6281.
13. ↑  B.A. Wilson, B.A., P.S. Pennings,  D.A.Petrov, 2017. Soft Selective Sweeps in Evolutionary Rescue. Genetics 205, 1573–1586. https://doi.org/10.1534/genetics.116.191478
14. ↑  Colin M. Brand, Frances J. White, Nelson Ting, Timothy H. Webster bioRxiv 2020.12.14.422788; doi: https://doi.org/10.1101/2020.12.14.422788
15. ↑  Tajima, F. (1989) Statistical method for testing the neutral mutation hypothesis. Genetics, 123, 585–595.
16. ↑  Przeworski, M. (2002) The signature of positive selection at randomly chosen loci. Genetics, 160, 1179–1189.
17. ↑  Pennings, P.S. & Hermisson, J. (2006) Soft sweeps III–the signature of positive selection from recurrent mutation. PLoS Genetics, 2, e186.
18. ↑  B.M. Peter, E. Huerta-Sanchez und R. Nielsen (2012) Distinguishing between selective sweeps from standing variation and from a de novo mutation. PLoS Genetics, 8, e1003011.
19. ↑  J.J. Berg und G. Coop (2015) A coalescent model for a sweep of a unique standing variant. Genetics, 201, 707–725.
20. ↑  P.S. Pennings und J. Hermisson (2006) Soft sweeps III–the signature of positive selection from recurrent mutation. PLoS Genetics, 2, e186.
21. ↑  A. Ferrer-Admetlla, M. Liang, T. Korneliussen und R. Nielsen (2014) On detecting incomplete soft or hard selective sweeps using haplotype structure. Molecular Biology and Evolution, 31, 1275–1291.
22. ↑  Garud, N.R.,Messer, P.W., Buzbas, E.O. & Petrov, D.A. (2015) Recent selective sweeps in North American Drosophila melanogaster show signatures of soft sweeps. PLoS Genetics, 11, e1005004.
23. ↑  Pennings, P.S. & Hermisson, J. (2006) Soft sweeps III–the signature of positive selection from recurrent mutation. PLoS Genetics, 2, e186.
24. ↑  Peter, B.M., Huerta-Sanchez, E. & Nielsen, R. (2012) Distinguishing between selective sweeps from standing variation and from a de novo mutation. PLoS Genetics, 8, e1003011.
25. ↑  Schrider, D.R. & Kern, A.D. (2016a) S/HIC: robust identification of soft and hard sweeps using machine learning. PLoS Genetics, 12, e1005928.
26. ↑  Barrett R.D.H. & Schluter, D. (2008) Adaptation from standing genetic variation. Trends in Ecology & Evolution, 23, 38–44.
27. ↑  Colosimo, P.F., Hosemann,K.E., Balabhadra, S. et al. (2005)Widespread parallel evolution in sticklebacks by repeated fixation of ectodysplasin alleles. Science, 307, 1928–1933.
28. ↑  Novembre, J. & Han, E. (2012) Human population structure and the adaptive response to pathogen-induced selection pressures. Philosophical Transactions of the Royal Society B, 367, 878–886.
29. ↑  Pennings, P.S. & Hermisson, J. (2006) Soft sweeps III–the signature of positive selection from recurrent mutation. PLoS Genetics, 2, e186.
30. ↑  Garud, N.R.,Messer, P.W., Buzbas, E.O. & Petrov, D.A. (2015) Recent selective sweeps in North American Drosophila melanogaster show signatures of soft sweeps. PLoS Genetics, 11, e1005004.